# 哑柏镇
哑柏镇，是中华人民共和国陕西省西安市周至縣下辖的一个乡镇级行政单位。

## 行政区划
哑柏镇下辖以下地区：
哑柏社区、哑兴村、仰天村、昌东村、昌西村、庄头村、上阳化村、西阳化村、坡典村、七曲村、槐花村、六屯村、景联村、五联村、裕盛村和联兴村。